# 2008 en Ontario
Chronologie de l'Ontario
- 2004
- 2005
- 2006
- 2007
- 2008
- 2009
- 2010
- 2011
- 2012

Cette page concerne des événements d'actualité qui se sont produits durant l'année 2008 dans la province canadienne de l'Ontario.

## Politique
- Premier ministre : Dalton McGuinty du parti libéral de l'Ontario
- Chef de l'Opposition : Bob Runciman (intérim)
- Lieutenant-gouverneur : David Onley
- Législature : 39e

## Décès
- 3 janvier : Milt Dunnell (en), journaliste sportif (° 24 décembre 1905).
- 8 mars : Donald C. MacDonald, chef du Nouveau Parti démocratique de l'Ontario (° 7 décembre 1913).
- 18 mars : Geoffrey Pearson (en), auteur et diplomate (° 24 décembre 1927).
- 28 mars : Lorne Ferguson (en), joueur de hockey sur glace (° 26 mai 1930).
- 3 mai : Charles Caccia (en), député fédéral de Davenport (1968-2004) (° 28 avril 1930).
- 17 mai : Joyce Trimmer (en), première femme à être mairesse de Scarborough (° 10 novembre 1927).
- 11 juin : James Reaney (en), poète, dramaturge et critique littéraire (° 1er septembre 1926).
- 22 juillet : Helen Gardiner (en), philanthrope (° 18 juillet 1938).
- 6 septembre : Allan Lawrence, député provincial de Saint-Georges (1958-1972) et député fédéral de Northumberland—Durham (1972-1979) et Durham—Northumberland (1979-1988) (° 8 novembre 1925).
- 4 octobre : Saul Laskin (en), 1er maire (en) de Thunder Bay (° 15 mai 1918).
- 27 octobre : Charles Dubin (en), avocat (° 4 avril 1921).